# 宝乗寺

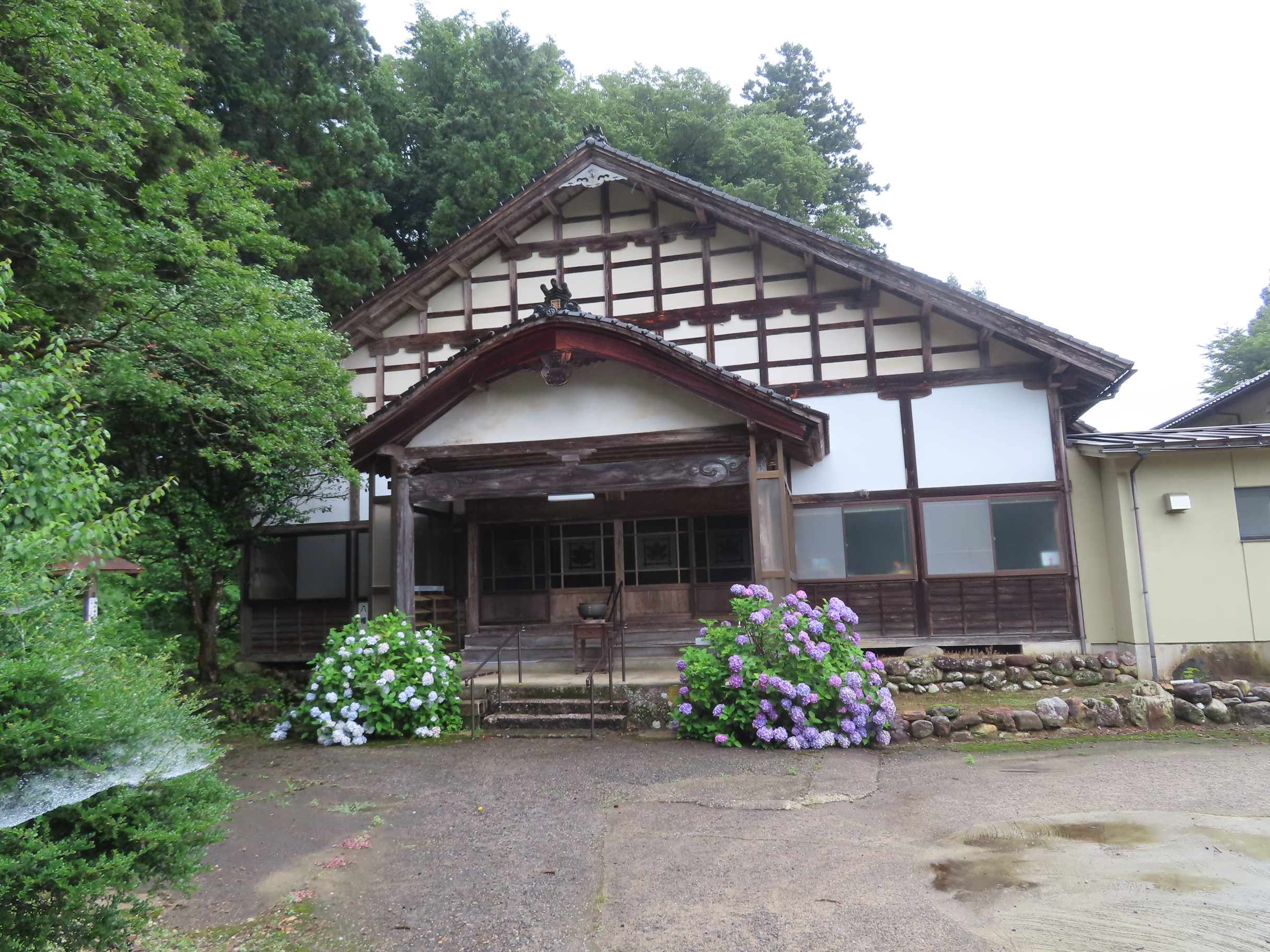
本堂

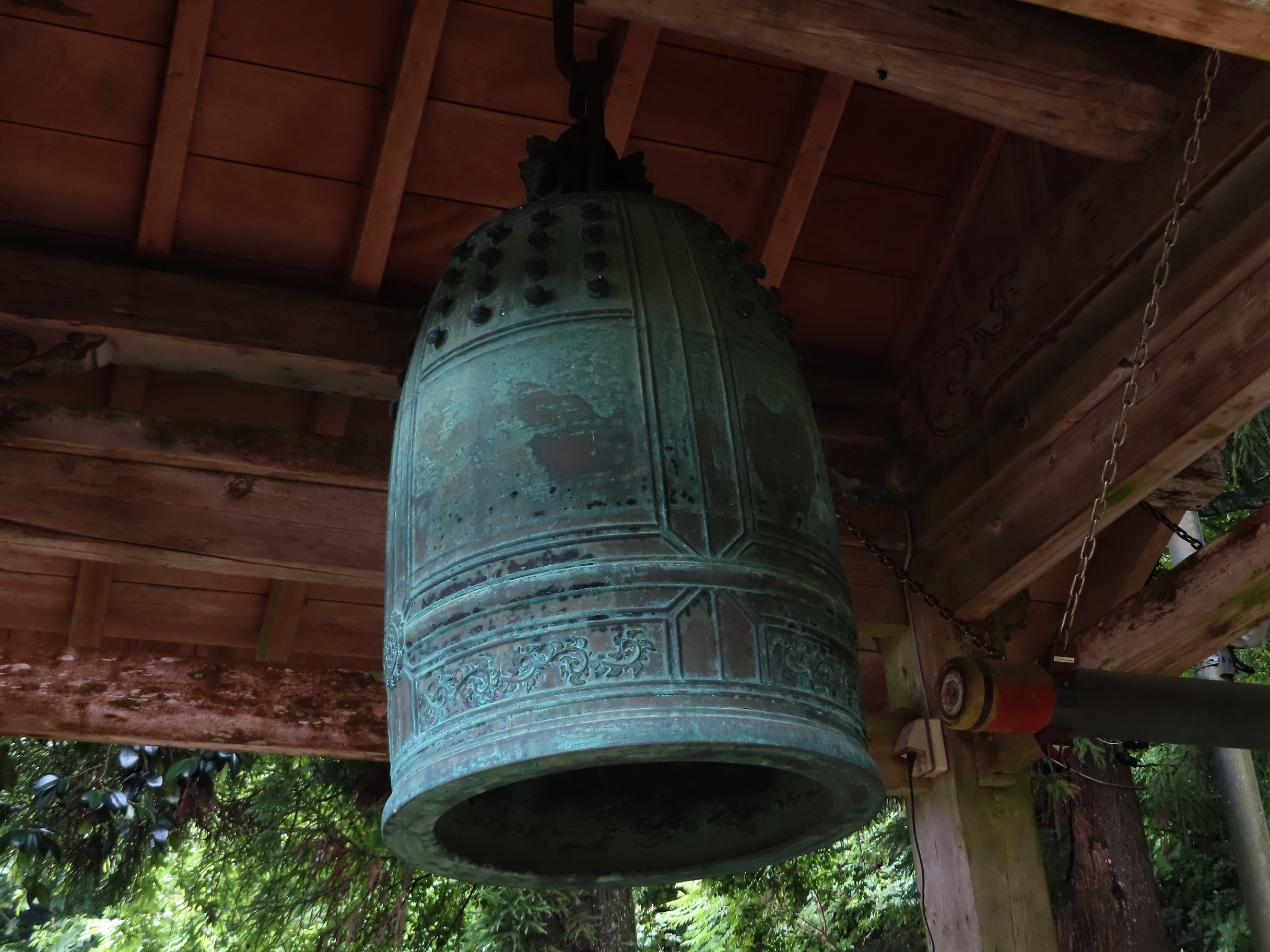
金沢市指定文化財の梵鐘

宝乗寺（ほうじょうじ）は、石川県金沢市車町にある日蓮宗の寺院。山号は妙珍山。旧本山は大本山妙顕寺(四条門流)、奠師法縁(奠統会)。梵鐘は金沢市指定文化財。

## 歴史
- 建久4年（1193年）に建立された真言宗の寺院、薬師寺が起源。永仁2年（1294年）日像菩薩が京都上洛の途中妙珍阿闍梨を折伏教化し日蓮宗に改宗した。

## 寺宝
- 梵鐘 - 元禄6年（1693年）宮崎寒雉作で昭和55年（1980年）12月1日金沢市の有形文化財に指定された[1]。

## 参考資料
- 日蓮宗寺院大鑑編集委員会『宗祖第七百遠忌記念出版 日蓮宗寺院大鑑』大本山池上本門寺 (1981年) P.655参照